# Augusto Sarmiento Rosillo
Augusto Sarmiento Rosillo (* 1927 in Bucaramanga, Kolumbien; † 2023) war ein kolumbianischer Unfallchirurg und Orthopäde.
Er war der erste Kolumbianer, der zum Präsidenten der American Academy of Orthopedic Surgeons gewählt wurde, und einer der ersten Chirurgen, die Hüftersatz-Operationen in den USA durchführten. Er erfand den Sarmiento-Gips (auch Brace genannt), benutzt für die konservative Behandlung von Humerusschaftfrakturen. Sarmiento war ärztlicher Direktor der orthopädischen Schule der Universität Miami, Chef der orthopädischen Rehabilitationsabteilung des Jackson Memorial Hospitals sowie unter anderem Direktor der Abteilung für Unfallchirurgie und Orthopädie von Health Care International in Schottland. Rosillo erhielt zahlreiche amerikanische und internationale Auszeichnungen.

## Veröffentlichungen (Auswahl)
- mit  L. L. Latta: Closed functional treatment of fractures Springer, Berlin 1981, ISBN 3-540-10384-8; 2. Auflage unter dem Titel Functional Fracture Bracing. 2. Auflage, Springer, Berlin u. a. 1995, ISBN 3-540-55356-8.
  - deutsch: Nichtoperative funktionelle Frakturenbehandlung. Springer, Berlin u. a. 1984, ISBN 3-540-13189-2.
- Orthopedics. Seeking a balance. Jaypee Brothers Medical Publications, New Delhi 2012, ISBN 978-93-5025-280-2.